# Tô Mậu (Đông Hán)
Tô Mậu (chữ Hán: 苏茂, ? – 29), người quận Trần Lưu, Duyện Châu , là nhân vật quân sự đầu thế kỷ một trong lịch sử Trung Quốc. Ban đầu ông là tướng lãnh khởi nghĩa Lục Lâm phản kháng nhà Tân, sau đó quy hàng Đông Hán Quang Vũ đế, cuối cùng do bất hòa với đồng liêu mà phản Hán, trở thành một trong các thủ lĩnh của tập đoàn quân phiệt cát cứ vùng Quan Đông.

## Cuộc đời và sự nghiệp
Ban đầu Mậu gia nhập nghĩa quân Lục Lâm, sau khi Canh Thủy đế lên ngôi, được phong Thảo nạn tướng quân. Tháng giêng năm Canh Thủy thứ 3 (25), ông theo Lý Tùng tấn công Nhũ tử Anh và bọn Phương Vọng, Cung Lâm ở Lâm Kính, đánh bại và giết tất cả bọn họ. Ngay khi trở về, Mậu đưa quân đón đánh nghĩa quân Xích Mi đang uy hiếp Trường An, kết quả đại bại, đành đem tàn quân chạy đến Lạc Dương ở phía đông, nương nhờ Đại tư mã Chu Vĩ.
Cùng năm, Mậu cùng Giả Cường nhận lệnh của Chu Vĩ, đưa hơn 3 vạn quân tấn công huyện Ôn, hòng đánh chiếm hậu phương của Quang Vũ đế. Tướng của Quang Vũ là Hà Nội thái thú Khấu Tuân đến cứu, trong khi đôi bên triển khai chiến đấu thì Phùng Dị và các cánh quân Hán nối nhau kéo đến. Quân của Chu Vĩ đại bại, mấy ngàn quân nhào xuống Hoàng Hà chết đuối, hơn 1 vạn bị bắt, Giả Cường tử trận, Mậu chạy thoát về Lạc Dương. Bọn Phùng Dị, Khấu Tuân truy kích đến dưới chân thành Lạc Dương, vây quanh 1 vòng rồi về. Cuối tháng 7 ÂL, Quang Vũ đế thân chinh Lạc Dương. Tháng 9 ÂL, Chu Vĩ đầu hàng, ông cũng về với nhà Hán.
Tháng 4 ÂL năm Kiến Vũ thứ 2 (26), Mậu theo Cái Duyên đông chinh Lưu Vĩnh. Do bất hòa với chư tướng, ông cất quân chiếm cứ quận Quảng Nhạc, xưng thần với Lưu Vĩnh, được phong Đại tư mã, Hoài Dương vương. Tháng 8 ÂL, Lưu Vĩnh thua chạy khỏi Tuy Dương, Mậu cùng các thủ lĩnh Chu Kiến, Giảo Cường đưa hơn 3 vạn quân đi cứu, bị quân Hán đánh bại. Vĩnh, Kiến, Cường chạy đi Hồ Lăng, ông quay về Quảng Nhạc.
Tháng 4 ÂL năm Kiến Vũ thứ 3 (27), tướng Hán là bọn Ngô Hán vây Quảng Nhạc, Chu Kiến đi cứu, đánh bại được Ngô Hán một trận, rồi vào thành hợp quân với Mậu. Hôm sau ông cùng Kiến ra đánh, bị Ngô Hán phản kích cho đại bại, đành bỏ Quảng Nhạc chạy về Hồ Lăng.
Không lâu sau, người Tuy Dương đuổi quân Hán đón Lưu Vĩnh trở về, Mậu cũng đi theo. Nhưng bọn Ngô Hán, Cái Duyên lại đến vây đánh, thành Tuy Dương cạn lương, bọn Vĩnh đành bỏ chạy. Giữa đường, Vĩnh bị bộ hạ giết hại, ông cùng Chu Kiến ở Thùy Huệ lập con Vĩnh là Lưu Hu làm Lương vương.
Mùa xuân năm thứ 4 (28), Mậu cùng Chu Kiến bị Cái Duyên đánh bại ở Kỳ, rồi ở Bành Thành. Tháng 8 ÂL, Lưu Hu, Chu Kiến bị quân Hán của Mã Vũ, Vương Bá vây khốn ở Thùy Huệ. Tháng 2 năm sau (29), ông đưa hơn 4000 nghĩa quân Ngũ Hiệu về cứu. Mậu, Kiến trong ngoài giáp kích, đánh bại Mã Vũ. Mậu, Kiến thấy Vương Bá giữ chặt không cứu, nên dốc sức tấn công Mã Vũ, không ngờ Vương Bá đột ngột tập kích, nên đại bại, quay về đóng trại ngoài thành. Đến khi Thùy Huệ hết lương, cháu Kiến là Chu Tụng đóng cửa thành hàng Hán, Mậu, Kiến chia nhau bỏ chạy. Ông chạy đi Hạ Bi nương nhờ Đổng Hiến, Kiến đưa Lưu Hu chạy đi Tây Phòng nương nhờ Giảo Cường. Giữa đường Kiến bị giết, về sau Cường thất bại, cũng đưa Hu đến Hạ Bi.
Tháng 3 ÂL năm thứ 5 (29), Bàng Manh phản Hán, liên kết với Đổng Hiến. Quang Vũ đế thân chinh, Hiến cùng bọn Hu, Cường, Mậu bỏ Ha Bi lui về Lan Lăng. Sau đó, Hiến sai Mậu, Cường đi giúp Bàng Manh đánh Đào Thành. Bọn họ vây thành hơn 20 ngày không hạ được, viện quân Hán kéo đến. Lưu Tú đích thân đốc chiến, bọn Manh đại bại, trong đêm bỏ lại xe cộ, quân nhu bỏ trốn. Tháng 8 ÂL, quân Hán thừa thắng tấn công, Hiến, Manh bỏ trốn, Hu bị giết, Cường đầu hàng, ông đưa tàn quân nương nhờ Trương Bộ.
Tháng 10 ÂL, Mậu nhận lời Trương Bộ cùng đón đánh tướng Hán là Cảnh Yểm, nhưng Mậu chưa đến thì Bộ đã đánh trước và thảm bại. Hai người hợp quân ở Bình Thọ. Quang Vũ đế tuyên bố Bộ, Mậu người nào chém đầu người kia về hàng, sẽ được phong hầu, Bộ bèn giết Mậu để xin hàng.